# Камчатская область
Камча́тская о́бласть — исторический субъект Российской Федерации в составе Дальневосточного федерального округа, упразднённый 1 июля 2007 года. Располагался на Камчатке. Граничил на юге через Первый Курильский пролив с Сахалинской областью, на северо-западе и севере (посредством Корякского автономного округа, являвшегося субъектом РФ в составе Камчатской области) с Магаданской областью и Чукотским автономным округом.

## История
Камчатская область была образована 20 октября 1932 года в составе Дальневосточного края.
22 июля 1934 года ВЦИК постановил включить в состав Камчатской области Чукотский и Корякский национальные округа.
20 октября 1938 года при разделении Дальневосточного края на Хабаровский и Приморский Камчатская область вошла в состав Хабаровского края.
С 14 июля 1956 года являлась самостоятельной областью. На территории Камчатской области находился Корякский автономный округ.
23 октября 2005 года был проведён референдум по объединению Камчатской области и Корякского автономного округа. Население поддержало объединение регионов. 7 июля 2006 года Совет Федерации одобрил закон «Об образовании в составе РФ нового субъекта РФ в результате объединения Камчатской области и Корякского автономного округа».
В результате образовался новый субъект РФ, который с 1 июля 2007 года носит название Камчатский край.
Площадь области: 170 800 км².
Население: 333 644 жителя (2002):
Национальный состав:
- 1) русские — 277 тыс. 389 чел. (83,14 %)
- 2) украинцы — 19 тыс. 841 чел. (5,95 %)
- 3) Лица, не указавшие национальность: 11 тыс. 407 чел. (3,42 %)
- 4) татары — 3 тыс. 401 чел. (1,02 %)
- 5) белорусы — 3 тыс. 347 чел. (1,00 %)

Средняя плотность населения: 0,7 чел./км² (2005), удельный вес городского населения: 79,2 % (2005).

## Районы
В состав области входило 7 районов:
- Алеутский район
- Быстринский район
- Елизовский район
- Мильковский район
- Соболевский район
- Усть-Большерецкий район
- Усть-Камчатский район

## Населённые пункты
В состав области входило 59 населённых пунктов: 3 города, 27 посёлков и 29 сёл. Архивная копия от 30 сентября 2007 на Wayback Machine

## Муниципальные образования
- Петропавловск-Камчатский городской округ
- Вилючинский городской округ (ЗАТО)
- Алеутский муниципальный район

Никольское сельское поселение
- Быстринский муниципальный район

Эссовское сельское поселение,
Анавгайское сельское поселение
- Елизовский муниципальный район

Елизовское городское поселение,
Вулканное городское поселение,
Начикинское сельское поселение,
Новолесновское сельское поселение,
Корякское сельское поселение,
Раздольненское сельское поселение,
Николаевское сельское поселение,
Новоавачинское сельское поселение,
Пионерское сельское поселение,
Паратунское сельское поселение
- Мильковский муниципальный район

Мильковское сельское поселение,
Атласовское сельское поселение
- Соболевский муниципальный район

Соболевское сельское поселение,
Устьевое сельское поселение,
Крутогоровское сельское поселение,
Ичинское сельское поселение
- Усть-Большерецкий муниципальный район

Октябрьское городское поселение,
Озерновское городское поселение,
Усть-Большерецкое сельское поселение,
Апачинское сельское поселение,
Кавалерское сельское поселение,
Запорожское сельское поселение
- Усть-Камчатский муниципальный район

Усть-Камчатское городское поселение
Ключевское сельское поселение,
Козыревское сельское поселение

## Губернаторы
Высшим должностным лицом Камчатской области являлся губернатор.
- Владимир Бирюков (16 ноября 1991 — май 2000)
- Михаил Машковцев (КПРФ, 28 декабря 2000 — 23 мая 2007)
- Алексей Кузьмицкий (Единая Россия,	23 мая 2007 — 1 июля 2007)

## Сельское хозяйство
Царское правительство безуспешно старалось принудительным путем насаждать на Камчатке земледелие. В 1924 на Камчатке было всего 16 га посева, в 1935 — 2.026 га, в том числе в совхозах — 836 га, в колхозах — 729 га, посевы гос. предприятий — 266 га. Под картофелем — 1.103 га, под капустой — 131, под турнепсом — 251, под зерновыми — 252, под травами — 129 га.

## Животный мир
Былые пушные богатства Камчатской области (морские бобры, котики, соболя) подорваны хищническим истреблением зверя в дореволюционный период. При Советской власти проводилась работа по их восстановлению.
Так, в 40-х гг. 19 века ежегодная добыча соболя на Камчатке составляла 10 тыс. единиц, в 70-х гг. она упала ниже 4 тыс., в 90-х гг. достигала 2 тыс.

## Награды
- Орден Ленина (17 июля 1967 года)[7].